# Arsínoe (Xipre)
|  | Per a altres significats, vegeu «Arsinoe». |

Arsínoe (en grec antic Ἀρσινόη) era una antiga ciutat de l'est de l'illa de Xipre construïda damunt d'una ciutat encara més antiga que s'havia anomenat Màrion (en grec Μάριον). Alguns autors antics confonen les dues ciutats. En els seus orígens era una colònia d'Atenes. Marion era una de les Deu ciutats-estat de Xipre que consten a la relació del rei d'Assíria Assarhaddon.
Ptolemeu Soter va destruir la ciutat de Màrion, i va traslladar als seus habitants a Pafos. Ptolemeu II Filadelf la va reconstruir, i li va posar el nom de la seva germana/esposa Arsínoe. Segons Estrabó, la ciutat tenia un bosquet sagrat dedicat a Zeus, un port i un temple. Xipre, des que va caure sota el domini dels Ptolemeus, va tenir diverses ciutats amb el nom d'Arsínoe, una al nord de l'illa, una altra vora la ciutat de Pafos i una tercera que menciona Estrabó sense especificar el lloc. Aquesta Arsínoe correspon a la moderna Polikrusoko.